# Canton de Causse et Bouriane
Le canton de Causse et Bouriane est une circonscription électorale française du département du Lot.

## Histoire
Un nouveau découpage territorial du Lot entre en vigueur à l'occasion des élections départementales de 2015. Il est défini par le décret du 13 février 2014, en application des lois du 17 mai 2013 (loi organique 2013-402 et loi 2013-403). Les conseillers départementaux sont, à compter de ces élections, élus au scrutin majoritaire binominal mixte. Les électeurs de chaque canton élisent au Conseil départemental, nouvelle appellation du Conseil général, deux membres de sexe différent, qui se présentent en binôme de candidats. Les conseillers départementaux sont élus pour 6 ans au scrutin binominal majoritaire à deux tours, l'accès au second tour nécessitant 12,5 % des inscrits au 1er tour. En outre la totalité des conseillers départementaux est renouvelée. Ce nouveau mode de scrutin nécessite un redécoupage des cantons dont le nombre est divisé par deux avec arrondi à l'unité impaire supérieure si ce nombre n'est pas entier impair, assorti de conditions de seuils minimaux. Dans le Lot, le nombre de cantons passe ainsi de 31 à 17.
Le canton de Causse et Bouriane est formé de communes des anciens cantons de Labastide-Murat (5 communes), de Catus (15 communes), de Saint-Germain-du-Bel-Air (10 communes), de Cahors-Nord-Ouest (1 commune) et de Salviac (1 commune). Avec ce redécoupage administratif, le territoire du canton s'affranchit des limites d'arrondissements, avec 16 communes incluses dans l'arrondissement de Gourdon et 16 dans l'arrondissement de Cahors. Le bureau centralisateur est situé à Espère.

## Représentation
| Période élective | Période élective | Mandat | Mandat   | Identité         | Nuance | Nuance | Qualité |
| ---------------- | ---------------- | ------ | -------- | ---------------- | ------ | ------ | --- |
| 2015             | 2021             | 2015   | 2021     | Danielle Deviers |        | DVG    | Retraitée des professions libérales Maire d'Uzech (2001-2020) Ancienne conseillère générale du canton de Saint-Germain-du-Bel-Air                   |
| 2015             | 2021             | 2015   | 2021     | Serge Rigal      |        | DVG    | Technicien de la Chambre d'agriculture du Lot, ancien conseiller général du canton de Catus Président du conseil départemental du Lot (depuis 2014) |
| 2021             | 2028             | 2021   | en cours | Serge Rigal      |        | DVG    | Président du conseil départemental |
| 2021             | 2028             | 2021   | en cours | Amélie Vacossin  |        | DVG    | Conseillère municipale de Montfaucon |

### Résultats détaillés

#### Élections de mars 2015
Lors des élections départementales de 2015, le binôme composé de Danielle Deviers et Serge Rigal (PS) est élu au premier tour avec 51,26 % des suffrages exprimés, devant le binôme composé de Monique Goussu et Emeric Zeller (FN) (29,37 %). Le taux de participation est de 60,24 % (4 689 votants sur 7 784 inscrits) contre 59,43 % au niveau départemental et 50,17 % au niveau national.
Danielle Deviers et Serge Rigal ont été exclus pour un an du Parti Socialiste.

#### Élections de juin 2021
Le premier tour des élections départementales de 2021 est marqué par un très faible taux de participation (33,26 % au niveau national). Dans le canton de Causse et Bouriane, ce taux de participation est de 49,82 % (3 946 votants sur 7 920 inscrits) contre 43,85 % au niveau départemental. À l'issue de ce premier tour, deux binômes sont en ballottage : Serge Rigal et Amélie Vacossin (DVG, 51,95 %) et Romuald Molinié et Hélène Solivérès (Union à droite, 48,05 %).
Le second tour des élections est marqué une nouvelle fois par une abstention massive équivalente au premier tour. Les taux de participation sont de 34,36 % au niveau national, 45,92 % dans le département et 53,08 % dans le canton de Causse et Bouriane. Serge Rigal et Amélie Vacossin (DVG) sont élus avec 52,66 % des suffrages exprimés (2 107 voix pour 4 203 votants et 7 918 inscrits),,.

## Composition
Le canton de Causse et Bouriane comprenait trente-deux communes entières à sa création.
À la suite de la création de la commune nouvelle de Cœur de Causse au 1er janvier 2016 et au décret du 5 mars 2020 la rattachant entièrement au canton de Causse et Vallées, le canton comprend désormais trente communes entières.
| Nom                            | Code Insee | Intercommunalité                | Superficie (km2) | Population (dernière pop. légale) | Densité (hab./km2) | Modifier                                    |
| ------------------------------ | ---------- | ------------------------------- | ---------------- | --------------------------------- | ------------------ | ------------------------------------------- |
| Espère (bureau centralisateur) | 46095      | CA Grand Cahors                 | 6,31             | 987 (2022)                        | 156                | modifier les données · modifier les données |
| Boissières                     | 46032      | CA Grand Cahors                 | 13,03            | 388 (2022)                        | 30                 | modifier les données · modifier les données |
| Calamane                       | 46046      | CA Grand Cahors                 | 7,60             | 458 (2022)                        | 60                 | modifier les données · modifier les données |
| Catus                          | 46064      | CA Grand Cahors                 | 21,32            | 919 (2022)                        | 43                 | modifier les données · modifier les données |
| Concorès                       | 46072      | CC Quercy-Bouriane              | 19,00            | 303 (2022)                        | 16                 | modifier les données · modifier les données |
| Crayssac                       | 46080      | CA Grand Cahors                 | 14,95            | 823 (2022)                        | 55                 | modifier les données · modifier les données |
| Francoulès                     | 46112      | CA Grand Cahors                 | 13,61            | 262 (2022)                        | 19                 | modifier les données · modifier les données |
| Frayssinet                     | 46113      | CC du Causse de Labastide-Murat | 16,83            | 312 (2022)                        | 19                 | modifier les données · modifier les données |
| Gigouzac                       | 46119      | CA Grand Cahors                 | 9,91             | 304 (2022)                        | 31                 | modifier les données · modifier les données |
| Ginouillac                     | 46121      | CC du Causse de Labastide-Murat | 9,42             | 141 (2022)                        | 15                 | modifier les données · modifier les données |
| Labastide-du-Vert              | 46136      | CA Grand Cahors                 | 10,44            | 276 (2022)                        | 26                 | modifier les données · modifier les données |
| Lamothe-Cassel                 | 46151      | CC Quercy-Bouriane              | 11,35            | 113 (2022)                        | 10,0               | modifier les données · modifier les données |
| Maxou                          | 46188      | CA Grand Cahors                 | 12,59            | 288 (2022)                        | 23                 | modifier les données · modifier les données |
| Mechmont                       | 46190      | CA Grand Cahors                 | 6,71             | 126 (2022)                        | 19                 | modifier les données · modifier les données |
| Montamel                       | 46196      | CC Quercy-Bouriane              | 9,61             | 91 (2022)                         | 9,5                | modifier les données · modifier les données |
| Montfaucon                     | 46204      | CC du Causse de Labastide-Murat | 26,18            | 588 (2022)                        | 22                 | modifier les données · modifier les données |
| Montgesty                      | 46205      | CA Grand Cahors                 | 11,88            | 320 (2022)                        | 27                 | modifier les données · modifier les données |
| Nuzéjouls                      | 46211      | CA Grand Cahors                 | 4,74             | 351 (2022)                        | 74                 | modifier les données · modifier les données |
| Peyrilles                      | 46219      | CC Quercy-Bouriane              | 28,41            | 346 (2022)                        | 12                 | modifier les données · modifier les données |
| Pontcirq                       | 46223      | CA Grand Cahors                 | 8,94             | 182 (2022)                        | 20                 | modifier les données · modifier les données |
| Saint-Chamarand                | 46253      | CC Quercy-Bouriane              | 13,09            | 186 (2022)                        | 14                 | modifier les données · modifier les données |
| Saint-Denis-Catus              | 46264      | CA Grand Cahors                 | 10,78            | 203 (2022)                        | 19                 | modifier les données · modifier les données |
| Saint-Germain-du-Bel-Air       | 46267      | CC Quercy-Bouriane              | 21,47            | 604 (2022)                        | 28                 | modifier les données · modifier les données |
| Saint-Médard                   | 46280      | CA Grand Cahors                 | 11,78            | 190 (2022)                        | 16                 | modifier les données · modifier les données |
| Saint-Pierre-Lafeuille         | 46340      | CA Grand Cahors                 | 8,52             | 398 (2022)                        | 47                 | modifier les données · modifier les données |
| Séniergues                     | 46304      | CC du Causse de Labastide-Murat | 18,17            | 144 (2022)                        | 7,9                | modifier les données · modifier les données |
| Soucirac                       | 46308      | CC Quercy-Bouriane              | 11,31            | 103 (2022)                        | 9,1                | modifier les données · modifier les données |
| Thédirac                       | 46316      | CC Cazals-Salviac               | 16,51            | 298 (2022)                        | 18                 | modifier les données · modifier les données |
| Ussel                          | 46323      | CC Quercy-Bouriane              | 6,74             | 96 (2022)                         | 14                 | modifier les données · modifier les données |
| Uzech                          | 46324      | CC Quercy-Bouriane              | 12,21            | 201 (2022)                        | 16                 | modifier les données · modifier les données |
| Canton de Causse et Bouriane   | 4604       |                                 | 393,41           | 10 001 (2022)                     | 25                 | modifier les données                        |

## Démographie
En 2022, le canton comptait 10 001 habitants, en évolution de −0,43 % par rapport à 2016 (Lot : +1,31 %, France hors Mayotte : +2,11 %).
| 2013  | 2018   | 2022   |
| ----- | ------ | ------ |
| 9 968 | 10 057 | 10 001 |